# ألبرتو كوتينو
ألبرتو كوتينو هو سياسي أمريكي، ولد في 16 يونيو 1969 في نيوآرك في الولايات المتحدة. نشط حزبياً في الحزب الديمقراطي. وقد انتخب عضو جمعية نيوجيرسي العامة ‏.